# Енгус Олмукайд
Енгус Олмукайд — (ірл. — Óengus Olmucaid) — Енгус Великий Кабан — верховний король Ірландії. Час правління (згідно середньовічної ірландської історичної традиції): 1050—1032 до н. е. (згідно «Історії Ірландії» Джеффрі Кітінга) або 1428—1410 до н. е. згідно хроніки Чотирьох Майстрів. Син верховного короля Ірландії Фіаху Лабрайнне (ірл. — Fíachu Labrainne). Під час правління свого батька він завоював королівство Альба (нинішня Шотландія). Прийшов до влади вбивши попереднього верховного короля Ірландії Еоху Муму, що вбив його батька за двадцять один рік до того. Його правління пройшло в нескінченних війнах з різними племенами Ірландії які не визнавали його влади і не бажали йому коритися — круіхне (ірл. — Cruithne) — племенами, що споріднені піктам і переселились з території нинішньої Шотландії — очевидно племена до індоєвропейського походження; фірболгами, фоморами, аборигенами Оркейських островів та навіть лангобардами (що є явним анахронізмом). Правив Ірландією протягом 18 років. Був вбитий Енна Айргдехом (ірл. — Enna Airgdech) — сином короля Еоху Муму у битві під Карман (ірл. — Carman). Ім'я Олмукайд перекладається як «Великий Кабан», «Велика Свиня».